# هارولد هايز
هارولد هايز (بالإنجليزية: Harold Hayes)‏ هو كاتب سيناريو وصحفي أمريكي، ولد في 18 أبريل 1926 في ألكين في الولايات المتحدة، وتوفي في 5 أبريل 1989 في لوس أنجلوس في الولايات المتحدة.